# Yannick Quesnel
Yannick Quesnel (Libourne, 1973. október 24. –) francia labdarúgó, kapus. Pályafutásának nagy részét portugál csapatoknál töltötte.

## Pályafutása
Quesnel pályája hazájában rövid életű volt, mivel nem sikerült bekerülnie a FC Girondins de Bordeaux csapatába, végül is a francia labdarúgó-bajnokság másodosztályában szereplő AS Cannes-hoz szerződött.
Ötéves portugáliai pályafutása 2000-ben kezdődött, először a másodosztályban játszó Associação Naval 1º de Maio klubhoz került, majd a rákövetkező évben az FC Alvercához írt alá.
A Benfica akkori utánpótlás-nevelő klubjánál, az Alvercánál nagyszerűen szerepelt, és annak ellenére, hogy csapata kiesett az első osztályból, Quesnel a 2001–2002-es bajnoki idényben megkapta a portugál bajnokság legjobb kapusa címet. Az Alvercától Quesnel magához a Benficához igazolt át három évre; ám mivel José Moreira és Quim mögött a harmadik kapus volt, a következő másfél idényt kölcsönjátékosként töltötte részben hazájának klubjánál, az Olympique de Marseille-nél.
A Monacónál töltött szerény idény után, melyben már nem a Benfica kölcsönjátékosaként szerepelt (az első osztályában egy alkalommal sem kapott játéklehetőséget) visszavonult, és az amatőr Étoile Sportive Pennoise csapat kapusa lett.

## Eredményei, díjai

### Csapatban
- UEFA Intertotó Kupa: 1995, 2005
- Portugál labdarúgó bajnokság első osztály: 2004–05

### Egyénileg
- A portugál első osztályú bajnokság legjobb kapusa: 2001–02